# Взаимодействие неаллельных генов
Неалле́льные ге́ны — гены, расположенные в различных участках хромосом и кодирующие неодинаковые белки. Неаллельные гены также могут взаимодействовать между собой.
При этом либо один ген обусловливает развитие нескольких признаков, либо, наоборот, один признак проявляется под действием совокупности нескольких генов. Выделяют три формы и взаимодействия неаллельных генов.

## Комплементарность
Комплемента́рное (дополнительное) действие генов — это вид взаимодействия неаллельных генов, доминантные аллели которых при совместном сочетании в генотипе обусловливают новое фенотипическое проявление признаков. При этом расщепление гибридов F2 по фенотипу может происходить в соотношениях 9:6:1, 9:3:4, 9:7, иногда 9:3:3:1.
Примером комплементарности является наследование формы плода тыквы. Наличие в генотипе доминантных генов А или В обусловливает сферическую форму плодов, а рецессивных — удлинённую. При наличии в генотипе одновременно доминантных генов А и В форма плода будет дисковидной. При скрещивании чистых линий с сортами, имеющими сферическую форму плодов, в первом гибридном поколении F1 все плоды будут иметь дисковидную форму, а в поколении F2 произойдёт расщепление по фенотипу: из каждых 16 растений в среднем 9 будут иметь дисковидные плоды, 6 — сферические и 1 — удлинённые.

## Эпистаз
Эписта́з — взаимодействие неаллельных генов, при котором один из них подавляется другим. Подавляющий ген называется эпистатичным, подавляемый — гипостатичным.
Если эпистатичный ген не имеет собственного фенотипического проявления, то он называется ингибитором и обозначается буквой I.
Эпистатическое взаимодействие неаллельных генов может быть доминантным и рецессивным. При доминантном эпистазе проявление гипостатичного гена (В, b) подавляется доминантным эпистатичным геном (I > В, b). Расщепление по фенотипу при доминантном эпистазе может происходить в соотношении 12:3:1, 13:3, 7:6:3.
Рецессивный эпистаз — это подавление рецессивным аллелем эпистатичного гена аллелей гипостатичного гена (i > В, b). Расщепление по фенотипу может идти в соотношении 9:3:4, 9:7, 13:3.

## Полимерия
Полимери́я — взаимодействие неаллельных множественных генов, однозначно влияющих на развитие одного и того же признака; степень проявления признака зависит от количества генов. Полимерные гены обозначаются одинаковыми буквами, а аллели одного локуса имеют одинаковый нижний индекс.
Полимерное взаимодействие неаллельных генов может быть кумулятивным и некумулятивным. При кумулятивной (накопительной) полимерии степень проявления признака зависит от суммирующего действия генов. Чем больше доминантных аллелей генов, тем сильнее выражен тот или иной признак. Расщепление F2 по фенотипу происходит в соотношении 1:4:6:4:1 (при условии, что взаимодействуют 2 пары неаллельных генов, а гибриды F1 дигетерозиготны).
При некумулятивной полимерии признак проявляется при наличии хотя бы одного из доминантных аллелей полимерных генов. Количество доминантных аллелей не влияет на степень выраженности признака. Расщепление по фенотипу происходит (при условии, что гибриды F1 гетерозиготны по всем парам взаимодействующих генов) в соотношении (4n-1):1, где n - число пар неаллельных генов, ответственных за данный признак.
Пример: цвет кожи человека, который зависит от четырёх генов, взаимодействующих по типу кумулятивной полимерии.